# Bernhard Fischer-Appelt
Bernhard Fischer-Appelt (* 21. November 1965 in Bonn) ist ein deutscher Unternehmer, Sachbuchautor und Mitgründer der gleichnamigen Agenturgruppe fischerAppelt.

## Leben
Als eines von drei Kindern des Theologen Peter Fischer-Appelt wuchs Bernhard Fischer-Appelt in Quickborn, in der Nähe von Hamburg, auf.
1986, noch während seines Studiums gründete Bernhard Fischer-Appelt gemeinsam mit seinem Bruder Andreas die PR- und Marketing-Agentur fischerAppelt. Der erste Kunde der Agentur war eine Kreisverwaltung, für die die Brüder eine Kampagne entwarfen. 1988 schloss Bernhard Fischer-Appelt sein Studium der Volkswirtschaft und Politikwissenschaften an der Universität Hamburg ab. Einen Master of Science erhielt Bernhard Fischer-Appelt 1989 von der London School of Economics and Political Science für sein Studium in Industrial Relations and Personnel Management.
Von 1996 bis 2002 war er Präsidiumsmitglied der Gesellschaft Public Relations Agenturen. 2005 wurde Bernhard Fischer-Appelt Mitglied der Reformkommission 2030 der Evangelischen Kirche in Deutschland. Im selben Jahr entwickelte er mit seiner Agentur die Kampagne Du bist Deutschland. Seit 2016 ist er Vorstandsmitglied des Europa-Kolleg Hamburg. Anfang 2018 gründete er den Expertenkreis The Interface Society (ThIS!) – Expertenrat der Digitalisierung e. V. mit.
Zwischen 2018 und 2020 forschte er im Rahmen des Weatherhead Scholars Program zum Thema Zukunftsprognosen an der Harvard University.
Bernhard Fischer-Appelt ist verheiratet und hat vier Kinder.

## Veröffentlichungen (Auswahl)
- Moses Methode – Führung zu bahnbrechendem Wandel, Murmann Verlag, Hamburg 2005, ISBN 978-3-938017-19-7
- Führen im Grenzbereich, Gabler Verlag, Wiesbaden 2006, ISBN 978-3-8349-0394-5
- Zukunftslärm: Welche Erzählungen helfen, das Morgen zu gestalten, Redline Verlag, München 2022, ISBN 978-3-86881-867-3
- Storyverse Playbook. Finde die Geschichten, die alles verändern, Murmann Verlag, Hamburg 2022, ISBN 978-3-86774-736-3
- Playbook Resonanz. Finde die Affekte, die Marken wirklich antreiben, Murmann Verlag, Hamburg 2024, ISBN 978-3-86774-806-3